# ノイ
ノイ (neu) は、1988年に発売された日本のカードゲーム。JAGA（日本ゲーム協会）作、おもちゃ箱イカロス（山梨県北杜市小淵沢）から発売された。

## 遊び方

### ルール
プレイ人数は2人以上。親を決め、全員が3枚ずつの手札になるようカードを配る。残ったカードは裏向きのまま、山札にしてプレイヤーの中央に置く。
最初に、親が3枚の手札の中から1枚を選び、表向きに山札の隣に置く。このとき、カードの数字を、プレイヤー全員に聞こえるように宣言する。その後、山札からカードを1枚引く。
順番は時計回りで、左隣のプレイヤーに移る。カードを1枚、前プレイヤーが出したカードに重ねて置き、2枚のカードの合計を宣言する。その後、山札からカードを1枚引く。(この時カードを引き忘れた場合、ゲーム終了まで手札2枚でゲームを続けなければならない)
これをプレイヤー全員で繰り返す。

### カードの種類
| カード | 枚数  | 効果                          |
| ------ | ----- | ----------------------------- |
| 1~9    | 各3枚 | それぞれの数を足す            |
| 10     | 6枚   | 10足す                        |
| 50     | 2枚   | 50足す                        |
| -1     | 2枚   | 1引く                         |
| -10    | 4枚   | 10引く                        |
| 101    | 5枚   | 合計に関係なく合計を101にする |

| カード         | 枚数 | 効果                                          |
| -------------- | ---- | --------------------------------------------- |
| PASS(パス)     | 4枚  | 次プレイヤーに順番を回す                      |
| TURN(ターン)   | 4枚  | 順番が逆回りになる                            |
| SHOT(ショット) | 2枚  | 次プレイヤーを指名する                        |
| DOUBLE(ダブル) | 2枚  | 次プレイヤーはカードを2枚出さなければならない |

### 勝負の決まり方
ルールに従ってカードを出し、次第にカードの合計が大きくなる。合計は101まで許されるが、101を超えることはできない。(合計が101の状態で出せるカードは、-10、-1、101、指示カードのみ)
手札のカードが、合計101を超えるものしか持っていない場合、そのプレイヤーの敗北となる。

### チップの使用法
ゲーム開始時、各プレイヤーはチップを3枚持つ。ゲームに敗北したプレイヤーは、チップを1枚失う。全てのチップを失ったプレイヤーは、ゲームから脱落し、次回からのゲームに参加できない。これをプレイヤーが1人になるまで続け、最終的に残ったプレイヤーが、ゲームの勝者となる。

## 他の類似（一定の数に達したら勝利、敗北する）ゲームとの違い
UNO等の場合、プレイヤーは手札を無くせば勝利なので、プレイヤーの優勢、劣勢が明確に分かるが、ノイでは手札の枚数が常に変わらないため、プレイヤーの優勢、劣勢が分からない。

## メディアミックス展開

### マスメディア紹介
2016年12月8日放送のTV番組「VS嵐」にて、メンバーの相葉雅紀が、「自分でも勝てるカードゲーム」として紹介している

### 派生ゲーム
- ちるのい！
- O'NO 99